# Fenera
Fenera je nenaseljeni otočić na jugu Medulinskog otočja, koje se nalazi u Medulinskom zaljevu, na jugu Istre. Od kopna, tj. rta Kamenjak, je udaljen oko 1,5 km.
Površina otoka je 169.954 m2, duljina obalne crte 1704 m, a visina 8 metara.